# Belle Center, Ohio
Belle Center là một làng thuộc quận Logan, tiểu bang Ohio, Hoa Kỳ. Năm 2010, dân số của làng này là 813 người.

## Dân số
- Dân số năm 2000: 807 người.
- Dân số năm 2010: 813 người.